# Jacuí
Jacuí là một đô thị thuộc bang Minas Gerais, Brasil. Đô thị này có diện tích 409,738 km², dân số năm 2007 là 7429 người, mật độ 19,4 người/km².